# Reinildo Mandava
Reinildo Isnard Mandava (ur. 21 stycznia 1994 w Beirze) – mozambicki piłkarz występujący na pozycji obrońcy w hiszpańskim klubie Atlético Madryt oraz w reprezentacji Mozambiku. Wychowanek Ferroviário da Beira, w trakcie swojej kariery grał także w takich zespołach, jak Clube Ferroviário da Beira, Desportivo de Maputo, Benfica B, Fafe, Sporting Covilhã, Belenenses SAD oraz Lille OSC.